# Cheiloskopia
Cheiloskopia – jedna z technik kryminalistycznych polegająca na analizowaniu tzw. czerwieni wargowej, tj. śladów ust.
Ślad taki podobnie jak ślad linii papilarnych jest indywidualny dla każdego człowieka, co pozwala na w miarę dokładną identyfikację osoby i ujawnienie potencjalnych dowodów przestępstwa. Należy dodać, że rysunek czerwieni wargowej nie podlega zmianom do 10 lat.
Za twórców cheiloskopii uchodzą dwaj japońscy uczeni: Y. Tsuchihashi i K. Suzuki.
Polskim pionierem w prowadzeniu badań nad czerwienią wargową jest Jerzy Kasprzak.